# Fritz Joss
Fritz Joss (Steinenbrünnen, 6 oktober 1886 - Bern, 3 oktober 1939) was een Zwitsers politicus.

## Biografie
Fritz Joss bezocht van 1902 tot 1906 de kweekschool Muristalden in Bern. Van 1906 tot 1908 was hij leraar te Rüschegg en van 1908 tot 1911 aan het Vrije Gymnasium te Bern. In 1911 werd hij docent hoger onderwijs en gaf les in Schwarzenburg (1911-1913) en was daarna leraar wiskunde te Burgdorf. Van 1919 tot 1926 was hij secretaris van de Vereniging van Vrije Ondernemers. 
Fritz Joss was van 1919 tot zijn dood voor de Boeren-, Middenstanders- en Burgerpartij (voorloper van de huidige Zwitserse Volkspartij) lid van de Nationale Raad (tweede kamer Bondsvergadering) en hield zich vooral bezig met het verdedigen van de belangen van zelfstandigen en zette zich in voor betere arbeidsvoorwaarden en crisisbestrijding (dat wil zeggen de crisis van de jaren 30). Van 1926 tot 1939 was hij lid van de Regeringsraad van het kanton Bern en beheerde het departement van Binnenlandse Zaken en Militaire Zaken. Van 1 juni 1928 tot 31 mei 1929 en van 1 juni 1937 tot 31 mei 1938 was hij voorzitter van de Regeringsraad (dat wil zeggen regeringsleider) van het kanton Bern.
Daarnaast was Joss lid van de bestuursraden van drie Bernese privéspoorwegen, een brandverzekeringsmaatschappij en het Zwitserse Seruminstituut. Van 1917 tot 1920 en van 1929 tot 1939 was hij lid van het bestuur van de Bernese Zelfstandigenbond. In het Zwitserse leger bekleedde hij de rang van kolonel, het hoogste in Zwitserland in vredestijd.
Fritz Joss overleed op 62-jarige leeftijd.